# Premio Planeta Azul
El Premio Planeta Azul (Blue Planet Prize) reconoce los aportes científicos destacados de personas o instituciones que contribuyen a resolver los problemas ambientales globales. Fue creado por la Fundación Asahi Glass con sede en Japón, en 1992, en coincidencia con la Cumbre de la Tierra de Río de Janeiro, y desde entonces ha entregado el premio a dos personas cada año.

## Lista de quienes recibieron el premio
Las personas reconocidas con el Premio Planeta Azul son las siguientes:
- 1992 Dr. Syukuro Manabe y el Instituto Internacional para el Medio Ambiente y el Desarrollo
- 1993 Dr Charles David Keeling y Unión Internacional para la Conservación de la Naturaleza
- 1994 Prof. Dr. Eugen Seibold y Mr. Lester R. Brown
- 1995 Mr. Maurice F. Strong y Dr. Bert Bolin
- 1996 Dr. Wallace S. Broecker y M.S. Swaminathan Research Foundation
- 1997 Dr. James E. Lovelock y Conservation International
- 1998 Prof. Mikhail I. Budyko y Mr. David R. Brower
- 1999 Dr. Paul R. Ehrlich y Prof. Qu Geping
- 2000 Dr. Theo Colborn y Dr. Karl-Henrik Robèrt
- 2001 Lord (Robert) May of Oxford y Dr. Norman Myers
- 2002 Prof. Harold A. Mooney y Prof. J. Gustave Speth
- 2003 Dr. Gene E. Likens / Dr. F. Herbert Bormann y Dr. Vo Quy
- 2004 Dr. Susan Solomon y Dr. Gro Harlem Brundtland
- 2005 Prof. Sir Nicholas Shackleton y Dr. Gordon Hisashi Sato
- 2006 Dr. Akira Miyawaki y Dr. Emil Salim
- 2007 Prof. Joseph L. Sax y Dr. Amory B. Lovins
- 2008 Dr. Claude Lorius y Prof. José Goldemberg
- 2009 Prof. Hirofumi Uzawa y Lord (Nicholas) Stern of Brentford
- 2010 Dr. James Hansen y Dr. Robert Watson
- 2011 Dr. Jane Lubchenco y Barefoot College
- 2012 Prof. William E. Rees / Dr. Mathis Wackernagel y Dr. Thomas E. Lovejoy
- 2013 Dr. Taroh Matsuno y Dr. Daniel Sperling
- 2014 Prof. Herman Daly y Prof. Daniel H. Janzen / Instituto Nacional de Biodiversidad (INBio)
- 2015 Prof. Sir Partha Dasgupta FBA FRS y Prof. Jeffrey D. Sachs
- 2016 Pavan Sukhdev y Prof. Markus Borner
- 2017 Prof. Hans Joachim Schellnhuber y Prof. Gretchen C. Daily
- 2018 Prof. Brian Walker y Prof. Malin Falkenmark
- 2019 Prof. Eric Lambin y Prof. Jared Diamond